# Zygothrica simulans
Zygothrica simulans är en tvåvingeart som beskrevs av David Grimaldi 1987. Zygothrica simulans ingår i släktet Zygothrica och familjen daggflugor. Inga underarter finns listade i Catalogue of Life.